# Cháo gà

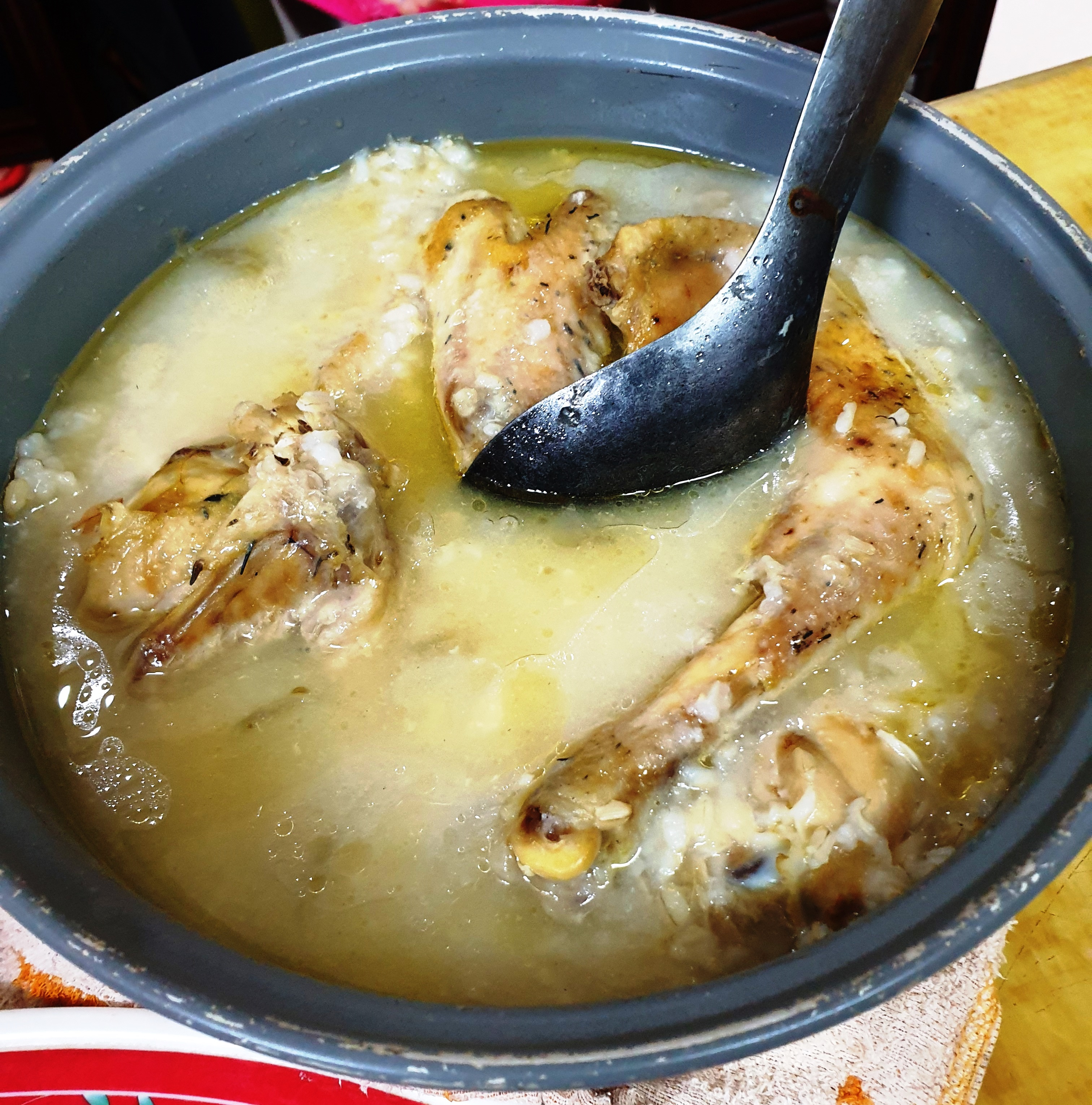
Nồi cháo gà ta hầm sâm ở Việt Nam

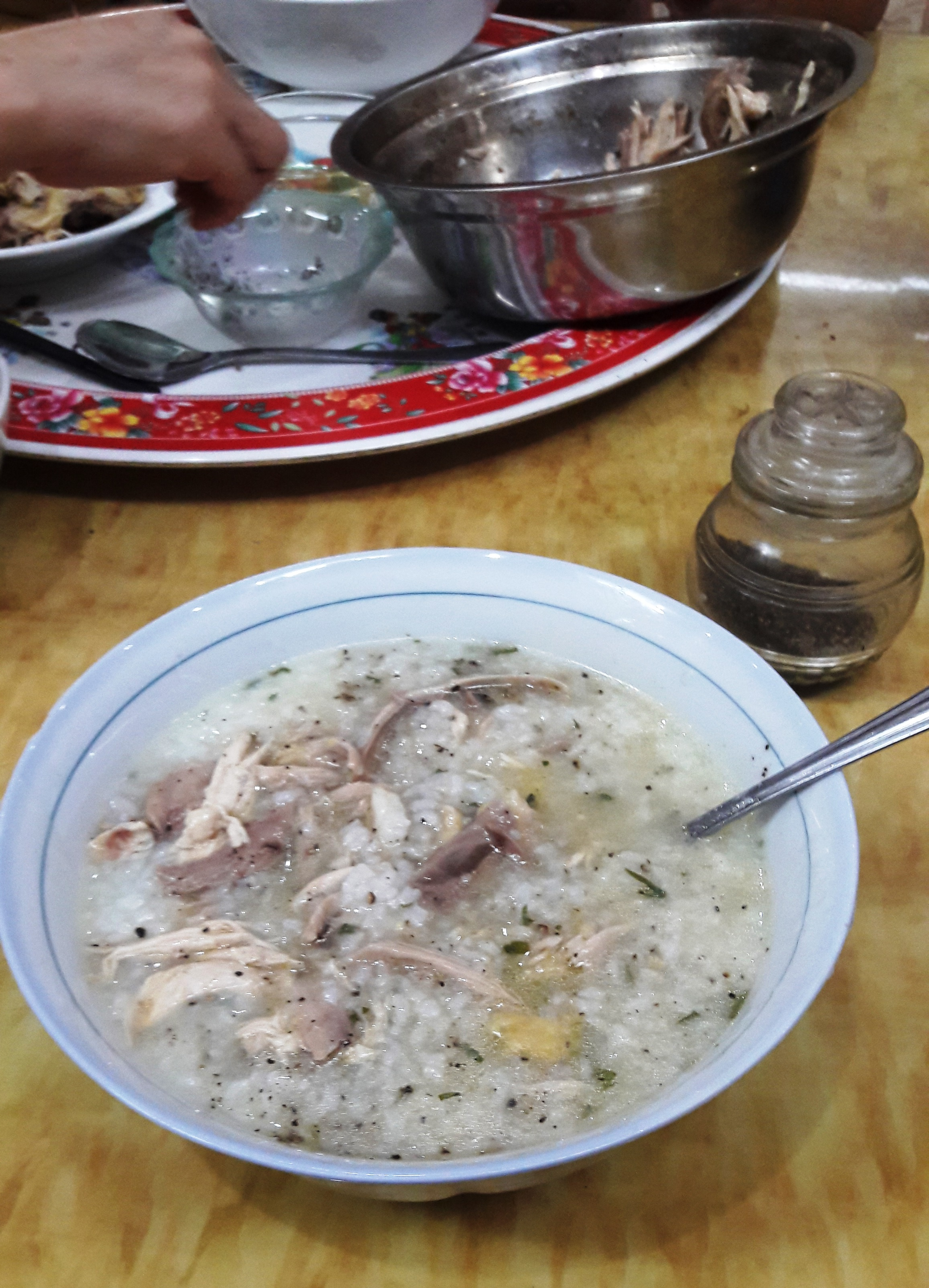
Cháo gà xé phay ở Việt Nam

Cháo gà hay súp gà là một món súp được làm từ thịt gà, ninh nhừ trong nước, thường kèm với nhiều thành phần nguyên liệu và gia vị khác như gạo, rau, cà rốt. Súp gà hoặc cháo gà cổ điển bao gồm nước dùng gà trong veo, thường có miếng thịt gà hoặc rau, những thứ bổ sung phổ biến là mì ống, mì, bánh bao, hoặc các loại ngũ cốc như gạo và lúa mạch, ở Việt Nam thì có thêm hành, ngò, muối, tiêu. Cháo gà được biết đến một phương thuốc dân gian để trị bệnh cảm lạnh và cúm (gọi là cháo cảm) và bồi bổ sức khoẻ, và ở nhiều nước được coi là một thực phẩm dễ ăn, dễ tiêu.

## Giới thiệu
Cũng giống như các món gà khác, nguồn gốc của súp gà có liên quan đến lịch sử thuần hóa gia cầm, kéo dài từ 7.000 đến 10.000 năm trước, có lẽ đã diễn ra ở Ấn Độ cổ đại hoặc Đông Nam Á. Phiên bản phổ biến của món ăn ngày nay được công nhận là súp gà cổ điển kiểu Mỹ, thường sử dụng các loại rau củ bao gồm cà rốt, hành tây, tỏi tây và cần tây, trước tiên là một mặt hàng chủ lực trên khắp Bắc Âu. Công thức được đưa đến Hoa Kỳ bởi những người nhập cư từ Scotland và Ba Lan, và cuối cùng có thể truy nguyên nguồn gốc của nó với một phiên bản súp gà thường được phục vụ trong các cộng đồng Mennonite, Amish và dân Do Thái ở châu Âu. Ở phương Tây có bộ sách nổi tiếng với tựa đề "Súp gà cho tâm hồn" (Chicken Soup for the Soul).
Biến tấu về hương vị có được bằng cách thêm các loại rau củ như rau mùi tây, khoai tây, khoai lang và rễ cần tây, các loại thảo mộc như rau mùi tây, thì là, các loại rau khác như zucchini, tép tỏi hoặc cà chua và hạt tiêu đen. Súp nên được đưa từ từ vào đun sôi và sau đó ninh trong nồi có nắp trên ngọn lửa rất thấp trong một đến ba giờ, thêm nước nếu cần thiết. Nước dùng trong vắt hơn đạt được bằng cách bỏ những giọt mỡ ra khỏi đầu súp khi nấu, trước tiên hãy cho gà vào nồi nước lạnh và vứt bỏ nước trước khi tiếp tục, hoặc lọc qua lưới lọc hoặc miếng vải mỏng. Tinh nghệ tây (Saffron) hoặc nghệ đôi khi được thêm vào như một chất màu vàng. Sau đó gà có thể được băm nhỏ bằng tay và bảo quản trong tủ lạnh cho đến khi sẵn sàng để sử dụng trong súp.

## Ở Việt Nam
Ở Việt Nam, cháo gà là một món ăn quen thuộc và vô cùng dinh dưỡng, thích hợp dùng để tẩm bổ cho cả người lớn, trẻ em, bà bầu, người đang đau ốm, say rượu húp vào vả mồ hôi, là một trong số những món cháo truyền thống được rất nhiều người yêu thích bởi vị ngon ngọt đặc biệt, hợp cho bữa ăn sáng hoặc bữa ăn tối của cả gia đình. Thông thường, khi nấu cháo gà ở Việt Nam, người nấu cần chuẩn bị hai nguyên liệu chính là gà và gạo, rồi hành, ngò, tiêu, muối. Cháo vốn nở nên lượng gạo nấu không cần nhiều và định lượng theo số người ăn. Nếu cho nhiều gạo mà nước ít, gạo sẽ nở ra, cháo sẽ bị đặc quá. Còn gà có thể chặt miếng hoặc để nguyên con tùy ý. Nhưng quan trọng phải hầm đến lúc thịt gà mềm nhừ. Nấu cháo có thể dùng nồi cơm điện, bếp gas, bếp điện hay nồi áp suất tùy ý. Nhưng nếu không cho đúng định lượng gạo, nước và thời gian nấu chuẩn thì cháo không thể ngon được. Thông thường khi nấu cháo phải canh nồi thật cẩn thận vì sơ sểnh chút là cháo có thể bị trào hết ra bếp. Cho gạo, nước luộc gà, ½ số thịt gà vừa xé nhỏ, xương thịt gà và hành khô đập dập vào nồi. Nồi nấu cháo gà có thể là nồi cơm điện hoặc nồi hầm cháo.